# Elleboogkerk
De Elleboogkerk (voorheen bekend als Onze Lieve Vrouwe Hemelvaart) is een neoclassicistische hallenkerk in de Nederlandse stad Amersfoort, aan de Langegracht. Het gebouw is 33 meter hoog. De uit 1820 daterende Elleboogkerk werd op 22 oktober 2007 door brand verwoest en daarna volledig gerestaureerd.

## Geschiedenis
De basis voor de Elleboogkerk werd oorspronkelijk gelegd door Kapucijnenpater Gabriël. In 1638 richtte hij in het huis van zijn zuster aan de Kromme Elleboogsteeg op de hoek van de Langegracht een kapelletje in. In 1783 werd met de bouw voor een nieuwe kerk begonnen, in de vorm van een driebeukige hallenkerk. Deze kerk had de helft van de lengte van het gebouw zoals het er begin 21e eeuw bijstond.
In 1820 kreeg de voorgevel de verschijning die hij zijn verdere jaren zou houden. In 1853 werd de Elleboogkerk tot parochiekerk verheven. In 1920 werd de kerk versoberd en voorzien van gebrandschilderde ramen. In 1933 werd door de parochie de Amersfoortse Vrouwevaart in ere hersteld. Enkele jaren later, in 1938, kreeg zij daarvoor een vervangend 15e-eeuws Mariabeeldje in bruikleen. Begin jaren zestig liep de interesse voor de Vrouwevaart terug.
In 1963 fuseerde de parochie met die van de nabijgelegen Sint Franciscus Xaveriuskerk aan 't Zand en werd de Elleboog aan de eredienst onttrokken. Het in bruikleen verkregen Mariabeeldje verhuisde mee.

## Andere bestemming
Het kerkgebouw werd daarna gebruikt als onderkomen voor het architectenbureau 'Environmental Design', een wooninformatiecentrum, Museum Flehite en FotoForum. In 1998 werd de kerk aangepast voor zijn nieuwe bestemming: op 8 december van dat jaar werd er het Armando Museum geopend, genoemd naar en met name gewijd aan de Nederlandse kunstenaar Armando.

## Brand
Op 22 oktober 2007 woedde er een grote brand waarbij de kerk en een deel van de Armandocollectie verloren gingen. De gemeente Amersfoort gaf aan de Elleboogkerk in de oorspronkelijke vorm te willen herbouwen, waarbij het interieur echter aan moderne eisen zou worden aangepast.

## Herbouw
In de zomer van 2011 werd begonnen met de herbouw van de Elleboogkerk. Op 22 mei 2012 werd de nieuwe spits op de toren geplaatst, met de originele haan, die bij de brand in de gracht was gevallen. Aanvankelijk was de verwachting dat de herbouw in oktober 2012 voltooid kon zijn; een jaar later was het proces nog gaande en werd als verwachte maand van oplevering maart 2014 genoemd. Het is waarschijnlijk dat de kerk weer een museale functie krijgt. Eerder werden er plannen geopperd voor een historisch 'spookhuis' in de kerk. Het Armando Museum komt er in elk geval niet in terug; voor (een deel van) de collectie daarvan werd in 2012 landgoed Oud-Amelisweerd bij Bunnik aangewezen, dat in het voorjaar van 2014 zijn deuren had geopend als MOA Museum Oud Amelisweerd maar in 2018 alweer sloot vanwege een faillissement.